# 張又侠
張 又侠（ちょう ゆうきょう、ジャン・ヨウシア、1950年7月 - ）は中華人民共和国の軍人。中国共産党中央政治局委員、党中央軍事委員会副主席、国家中央軍事委員会副主席。中国人民解放軍総装備部部長、中国人民解放軍装備発展部部長を歴任。階級は上将。

## 経歴
1950年7月、籍貫は陝西渭南、北京生まれ。父は張宗遜上将。1968年、人民解放軍に入隊。
1997年、少将に昇進。
2005年11月、北京軍区副司令員。2007年7月、中将に昇進し、同年9月より瀋陽軍区司令員を務める。
ロシア・北朝鮮と国境を接する瀋陽軍区司令員として、2009年にロシアと中露合同軍事演習「平和と使命」を遂行。2010年9月には北朝鮮の平壌を表敬訪問して1日に金永南委員長と会談した。
2012年10月、中国人民解放軍総装備部部長に昇進。2013年3月15日、第12期全国人民代表大会第1回会議において中華人民共和国中央軍事委員会委員に選出された。
2017年10月、中国人民解放軍の最高指導機関である中国共産党中央軍事委員会及び中華人民共和国中央軍事委員会副主席（いわゆる制服組トップ）に就任。中国共産党第十九回全国代表大会において中国共産党中央政治局委員に選出された。
2022年10月、中国共産党第二十回全国代表大会において中国共産党中央政治局委員に再任された。本来は中国共産党の定める退職年齢に基づいて引退する予定だった。
2023年10月、中国・北京で開かれていた安全保障会議「北京香山フォーラム」では、更迭された李尚福前国防相に代わって基調講演を行った。
2024年8月29日、訪中したアメリカのジェイク・サリバン大統領補佐官（国家安全保障問題担当）と会談。アメリカと台湾の関係について軍事的共謀をやめなければならないと主張した。